# Heiltz-le-Maurupt
Heiltz-le-Maurupt  là một xã thuộc tỉnh Marne trong vùng Grand Est đông nam nước Pháp. Xã này nằm ở khu vực có độ cao trung bình 118 mét trên mực nước biển.
Thị trấn nằm ở hữu ngạn sông Chée, sông chảy theo hướng tây qua thị trấn. Sông Ornain tạo thành phần lớn ranh giới phía nam.